# Hermann Rabl-Rückhard
Johannes Joseph Nepomuk Hermann Rabl-Rückhard (* 1. September 1839 in Potsdam; † 10. Dezember 1905 in Berlin) war ein preußischer Militärarzt und Anatom.

## Leben und Leistungen
Rabl-Rückhard studierte von 1858 bis 1862 am Medicinisch-chirurgischen Friedrich-Wilhelm-Institut und nahm nach der Promotion eine Stelle als Unterarzt in der Charité an. Er diente in den Kriegen 1864, 1866 und 1870/71 und verdiente sich beim Letzten das eiserne Kreuz. Nachdem er einen Ruf als Lehrer an der Medizinischen Akademie in Tokio abgelehnt hatte, begann er 1875 eine Stelle als Assistent und Kustos an der Universitätsanstalt für Anatomie in Berlin unter Karl Bogislaus Reichert. 1882 habilitierte er sich als Privatdozent für Anatomie und wurde 1884 zum Professor ernannt. 1892 trat er aus gesundheitlichen Gründen aus dem Militärdienst aus, nachdem er zuletzt Oberstabsarzt bei der Militärturnanstalt und Mitglied der militärärztlichen Oberexaminationskommission gewesen war.
Seine wissenschaftliche Arbeit war geprägt durch die Arbeiten Reicherts. Im Besonderen beschäftigte sich Rabl-Rückhard mit der Erforschung und Entwicklung des Gehirns der Knochenfische. Viel Rezeption fand auch seine Hypothese, bei der durch amöboide Bewegung der Dendriten Assoziationsverbindungen hergestellt und unterbrochen werden. Am 17. September 1891 wurde er in die Leopoldina aufgenommen.
Er schrieb die Nieren-Artikel in der zweiten und dritten Auflage der Real-Encyclopädie der gesammten Heilkunde.

## Werke (Auswahl)
- Das gegenseitige Verhältnis der Chorda, Hypophysis und des mittleren Schädelbalkens bei Haifischembryonen, nebst Bemerkungen über die Deutung der einzelnen Theile des Fischgehirns. In: Morphologisches Jahrbuch. Band 6, Nr. 4, 1880, S. 535–570 (biodiversitylibrary.org).
- Weiteres zur Deutung des Gehirns der Knochenfische. In: Biologisches Centralblatt. Band 3, Nr. 1, 1. März 1883, S. 21–23 (biodiversitylibrary.org).
- Sind die Ganglienzellen amöboid? Eine Hypothese zur Mechanik psychischer Vorgänge. In: Neurologisches Centralblatt. Band 9, Nr. 7, 1890, S. 199–200.